# Cañada del Buey
A Cañada del Buey, (em português arroio do Boi) é um pequeno curso de água que banha o departamento de Treinta y Tres, no Uruguai.
Sua nascente e a Cuchilla de Cerro Largo, e a foz e o rio Tacuarí, seu comprimento é de 11 km.